# Protocalliphora tundrae
Protocalliphora tundrae är en tvåvingeart som beskrevs av Sabrosky, Bennett och Whitworth 1989. Protocalliphora tundrae ingår i släktet Protocalliphora och familjen spyflugor.
Artens utbredningsområde är Northwest Territories, Kanada. Inga underarter finns listade i Catalogue of Life.